# Park Narodowy Sierra del Divisor
Park Narodowy Sierra del Divisor (hiszp. Parque nacional Sierra del Divisor) – park narodowy w Peru położony w regionach Loreto (prowincje Ukajali i Requena) i Ukajali (prowincja Coronel Portillo). Został utworzony 8 listopada 2015 roku i zajmuje obszar 13 544,85 km². Od 2019 roku znajduje się na liście informacyjnej światowego dziedzictwa UNESCO.

## Opis
Park znajduje się w Amazonii przy granicy z Brazylią i obejmuje peruwiańską część pasma górskiego Sierra del Divisor. Brazylijską część pasma chroni Park Narodowy Serra do Divisor. Pasmo to, pochodzenia wulkanicznego, położone jest w środku Niziny Amazonki. Jego maksymalna wysokość to 900 metrów n.p.m. Są tu źródła wielu rzek będących dopływami Ukajali w Peru i Juruá w Brazylii. Znajdują się liczne jeziora, gorące źródła i wodospady. Całą powierzchnię parku pokrywa puszcza amazońska. Żyją w niej nieliczne plemiona rdzennych mieszkańców (Isconahua) nie utrzymujących kontaktów z cywilizacją. Większość terytorium parku nie została zbadana lub jest trudno dostępna.
Klimat jest gorący i wilgotny ze średnią temperaturą roczną około +25 °C i opadami wahającymi się od 1600 do 2000 mm. Pora deszczowa występuje od października do maja.

## Flora
W parku występuje wiele formacji roślinnych typowych dla puszczy amazońskiej. Odnotowano tu ponad 1300 gatunków roślin, z czego 14 to gatunki rzadkie. W parku istnieją dwa prawdopodobnie unikalne, niezbadane zespoły roślinności. Pierwszy obejmuje karłowate lasy i płaty bromelii, które rosną na szczytach formacji wapiennych w północnej części parku. Drugi zespół rośnie na urwiskach i granitowych wierzchołkach wygasłych wulkanów w południowej części parku.

## Fauna
Spośród 64 gatunków ssaków w parku żyje 16 gatunków naczelnych. Są to zagrożony wyginięciem (EN) czepiak czarnolicy, narażone na wyginięcie (VU) uakari czerwono-biały, miko czarny, pigmejka karłowata i wełniak brunatny, a także m.in.: wyjec rudy, kapucynka czubata, kapucynka białoczelna, tamaryna siodłata. Inne gatunki ssaków występujące w parku to narażone na wyginięcie (VU) tapir amerykański, zębolita olbrzymia, mrówkojad wielki i pekari białobrody, a także m.in.: pekariowiec obrożny, jaguar amerykański, puma płowa, pakożer leśny, wydrak długoogonowy, wilczek krótkouchy.
Odnotowano tu 500 gatunków ptaków. Są to narażona na wyginięcie (VU) ara niebieskogłowa, a także m.in.: chronka kukająca, nocolot rudy, topazik ognisty, smukłodziobek drobny oraz ptaki z rodziny czubacze i rodzaju amazona.
W parku występuje ponad 200 gatunków płazów i gadów takich jak narażone na wyginięcie (VU) żabuti leśny i Podocnemis unifilis, a także m.in.: kajman okularowy, Thecadactylus rapicauda, Osteocephalus subtilis, Micrurus albicinctus.